# Servei Nacional Aeronaval
El Servei Nacional Aeronaval (SENAN) (oficialment en castellà:  Servicio Nacional Aeronaval, SENAN) és una branca de la Força Pública de la República de Panamà, responsable de dur a terme operacions navals. La seva funció principal és la protecció, la vigilància, la seguretat, i la defensa aèria, de les zones marítimes jurisdiccionals de la República de Panamà. En la data de gener de 2012, el SENAN compta amb aproximadament 3,000 unitats en activitat, amb 20 vaixells i aproximadament 15 avions. El SENAN depèn administrativament del Ministeri de Seguretat Pública, que és dirigit per l'Òrgan Executiu. El SENAN té els seus orígens en la fusió de l'antic Servei Marítim Nacional i el Servei Aeri Nacional de Panamà, que en virtut del Decret Llei 7 del 20 d'agost de 2008 va crear el Servei Nacional Aeronaval. És un component de les forces de seguretat, que estableix el servei de seguretat pública, per garantir l'honor, la vida, i la propietat dels espais jurisdiccionals nacionals i estrangers, mitjançant l'ús de l'Aviació i els mitjans navals, contribuint així a la política pública, l'ajuda humanitària, i a facilitar un ambient per al desenvolupament social i econòmic de Panamà.

El SENAN participa habitualment en operacions de rescat de persones en: El mar, els rius i els llacs.

El SENAN actua conjuntament amb la Guardia Costanera dels Estats Units en la lluita contra la droga
El SENAN ha rebut quatre patrulleres donades per Itàlia, (d'un total de sis), provinents del port de Gènova (Itàlia), les patrulleres foren donades en el marc d'un conveni de co-operació bilateral que va incloure la signatura en el 2010 d'un contracte per valor de 250 milions de dolars, entre Panamà i l'empresa italiana Finmeccanica, per a la compra de 19 radars, 6 helicòpters Augusta Westland AW139, i un mapa digital.
El Govern dels Estats Units ha transferit quatre helicòpters i un avió al Servei Nacional Aeronaval, com a part del Programa d'Aviació de l'Oficina d'Afers Anti-Narcòtics i d'Aplicació de la Lley, els helicòpters són dos Bell UH-1H, i dos Augusta Westland AW139, l'avió de transport és un Douglas DC-3.